# 吹砂斯氏脂䲁
吹砂斯氏脂䲁（學名：Starksia robertsoni），為輻鰭魚綱䲁形目脂䲁科斯氏脂䲁屬的一個種，種名以史密森尼學會科學家D·羅斯·羅伯遜（D. Ross Robertson）命名，分布於中西大西洋巴拿馬海域，深度5至15公尺，本魚體長，扁平，頭尖，眼、鼻孔和頸背觸鬚不分支，背鰭硬棘與軟條之間有一缺刻，雄魚第一臀棘長，與鰭的其餘部分分離，變性為性器官，側線連續，前段拱起，後段直，身體通常為淡紅棕色，偶有不明顯的窄淡色橫紋，雌雄魚雙唇均無深色斑紋，但下頜有深色斑紋，背鰭硬棘19-20枚、背鰭軟條7枚、臀鰭硬棘2枚、臀鰭軟條16枚，體長可達2.1公分，棲息在珊瑚礁區，生活習性不明。